# Mon neveu l'Écossais
Pour plus de détails, voir Fiche technique et Distribution.
Mon neveu l'Écossais (Putting Pants on Philip) est une comédie du cinéma muet américain de Clyde Bruckman et Leo McCarey sortie en 1927 et mettant en scène Laurel et Hardy.

## Synopsis
« The story of a Scotch lad who came to America to hunt for a Columbian half-dollar, his grandfather lost it in 1893. »

L’honorable Piedmont Mumblethunder a reçu une lettre de sa sœur qui vit en Écosse l’invitant à accueillir son fils à son arrivée en Amérique. Il n’a jamais vu son neveu, mais sa sœur le prévient que ce dernier a une grosse faiblesse pour la gent féminine…

En voyant débarquer un jeune homme en kilt et béret écossais aux prises avec le service de santé de l’immigration, comme tous les badauds sur le quai, Piedmont ne peut s’empêcher de rire, mais déchante lorsqu’il se rend compte qu’il s’agit de son neveu, Philip. Se promener en ville avec son neveu devient vite un calvaire et il doit passer son temps à rattraper le jeune homme parti à la suite du premier jupon qui passe. Mais, pire que tout, la tenue inhabituelle de Philip, suscite les moqueries des passants et il n’arrête pas de provoquer des attroupements.

C’est décidé, avant toute chose Piedmont va acheter un pantalon à Philip, mais ce dernier n’en a jamais porté et cette simple idée va se révéler beaucoup plus complexe à réaliser qu’il ne le croyait…

## Fiche technique
- Titre français : Mon neveu l'Écossais (Son cousin d'Écosse dans une édition d'Universal)
- Titre original : Putting Pants on Philip
- Réalisation : Clyde Bruckman
- Scénario : H. M. Walker (intertitres)
- Photographie : George Stevens
- Montage : Richard C. Currier
- Directeur de la production : Leo McCarey
- Producteur : Hal Roach
- Société de production : Hal Roach Studios
- Société de distribution : Metro-Goldwyn-Mayer
- Pays de production : États-Unis
- Langue : intertitres en anglais
- Format : Noir et blanc - 35 mm - 1,37:1  -  Muet
- Genre : comédie
- Longueur : deux bobines
- Date de sortie : États-Unis : 3 décembre 1927

## Distribution
- Stan Laurel : Philip
- Oliver Hardy : J. Piedmont Mumblethunder
- Charles A. Bachman : l'officier
- Don Bailey
- Chet Brandenburg
- Ed Brandenburg : le conducteur de bus
- Harvey Clark : le tailleur
- Dorothy Coburn : la fille poursuivie par Philip
- Alfred Fisher
- Jack Hill
- Sam Lufkin : le docteur
- Lee Phelps

## Autour du film
- Bien que ce film soit leur premier « officiel » en tant que duo, les personnages et costumes « Laurel et Hardy » font leur apparition dans Les Forçats du pinceau (The Second Hundred Years) réalisé par Fred Guiol et supervisé par Leo McCarey, lequel suggéra que le duo fasse équipe en permanence.
- Le film a été tourné en partie dans l'historique « Culver Hotel » de Culver City, dans le comté de Los Angeles.
- Leo McCarey, dans une interview publiée par les Cahiers du Cinéma (numéro 163, février 1965), assume la réalisation du film.